# Liste der Wappen im Landkreis Germersheim

## Landkreis Germersheim

Landkreis Germersheim[1]
Lage in Rheinland-Pfalz
Lage in Deutschland

### Verbandsfreie Städte

Germersheim[2]
Wörth am Rhein[3]

### Verbandsgemeinde Bellheim

Verbandsgemeinde Bellheim[4]
Bellheim[5]
Knittelsheim[6]
Ottersheim bei Landau[7]
Zeiskam[8]

### Verbandsgemeinde Hagenbach

Verbandsgemeinde Hagenbach[9]
Berg[10]
Hagenbach[11]
Neuburg am Rhein[12]
Scheibenhardt[13]

### Verbandsgemeinde Jockgrim

Verbandsgemeinde Jockgrim[14]
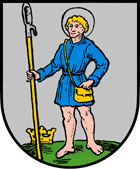
Hatzenbühl
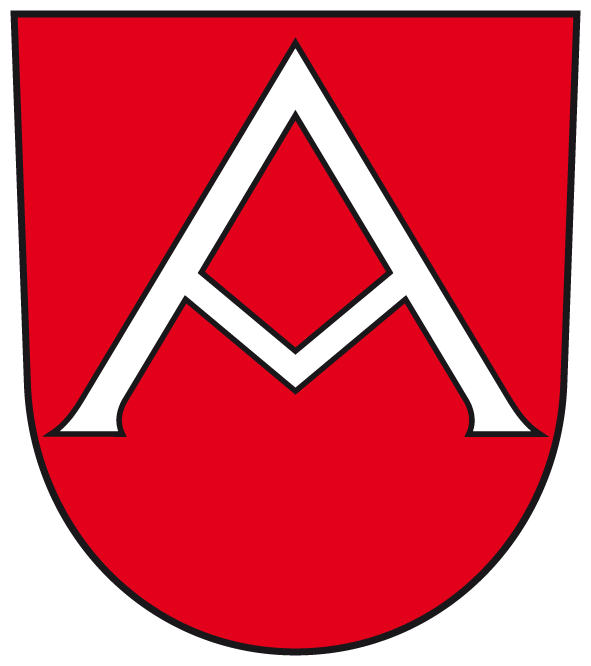
Jockgrim
Neupotz[17]
Rheinzabern[18]

### Verbandsgemeinde Kandel

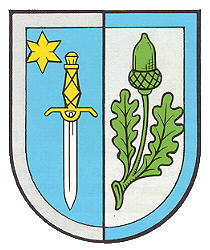
Verbandsgemeinde Kandel
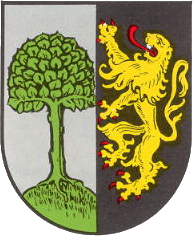
Erlenbach bei Kandel
Freckenfeld[21]
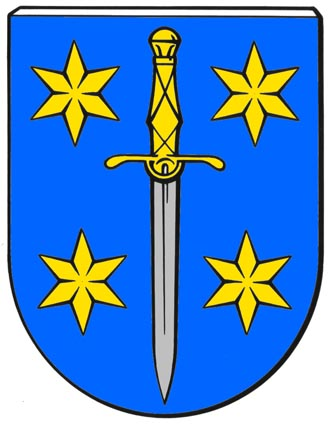
Kandel
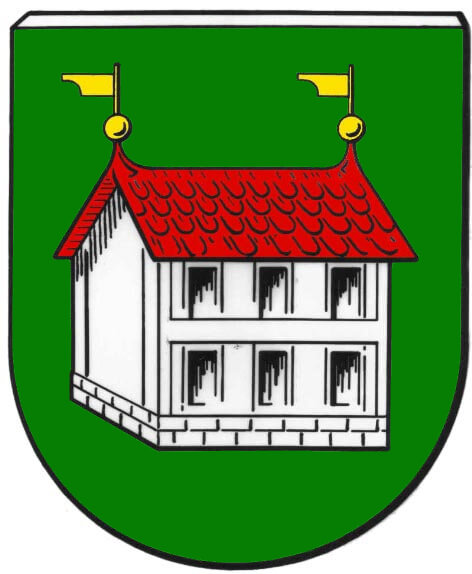
Minfeld
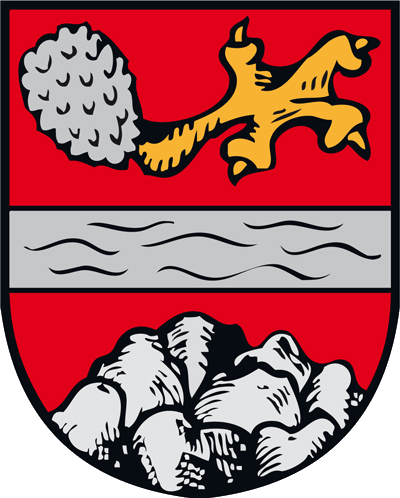
Steinweiler
Vollmersweiler[25]
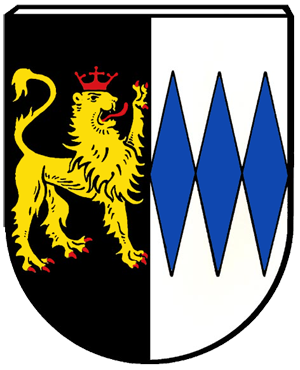
Winden

### Verbandsgemeinde Lingenfeld

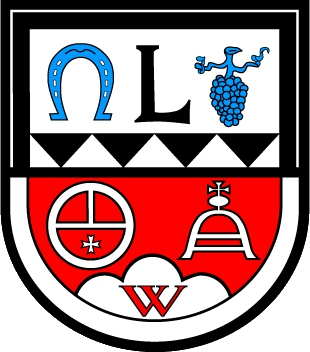
Verbandsgemeinde Lingenfeld
Freisbach[28]
Lingenfeld[29]
Lustadt[30]
Schwegenheim[31]
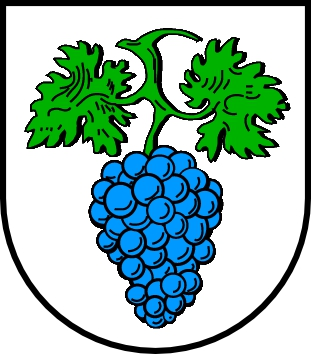
Weingarten
Westheim[33]

### Verbandsgemeinde Rülzheim

Verbandsgemeinde Rülzheim[34]
Hördt[35]
Kuhardt[36]
Leimersheim[37]
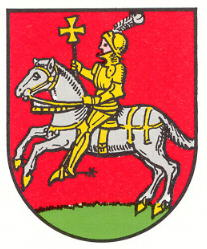
Rülzheim

### Historische Wappen

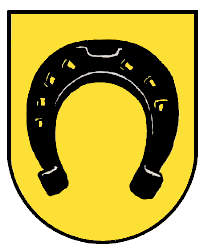
Leimersheim
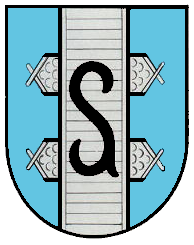
Maximiliansau
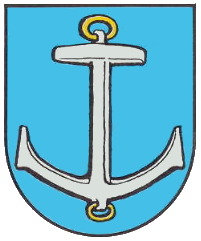
Neuburg am Rhein
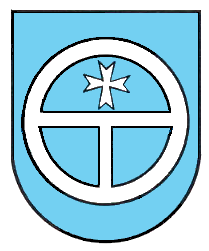
Niederlustadt
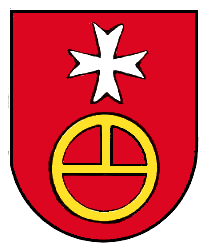
Oberlustadt
Schaidt[44]
Sondernheim[45]
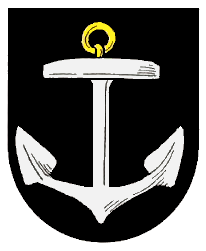
Wörth
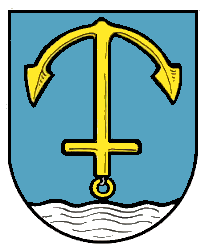
Wörth

## Blasonierungen
1. ↑  Landkreis Germersheim: Durch einen silbernen Wellenbalken belegt mit einem blauen Herzschild, darin ein rotbewehrter und -bezungter goldener Adler, von Schwarz und Blau geteilt, oben ein wachsender, rotbewehrter, -bezungter und -bekrönter Löwe, unten ein durchgehendes silbernes Kreuz.
2. ↑  Germersheim: In Blau ein goldbewehrter und -bekrönter, rotbezungter goldener Adler.
3. ↑  Wörth: In Blau ein gestürzter goldener Anker mit einem darumgeschlungenen schwarzen Zeichen in Form eines links unten mit einem Beistrich versehenen S und beseitet rechts von einem goldenen Gänsefuß, links von einer bewurzelten goldenen Buche.
4. ↑  Verbandsgemeinde Bellheim: In vierfach von Schwarz und Gold geteiltem Schildbord in geviertem Schild oben rechts in Rot ein goldenes Gemarkungszeichen in Form eines nach unten offenen, oben mit einem nach links geöffneten Haken besetzten Hufeisens, oben links in Gold ein schwarzes, einem Reichsapfel ähnelnden Gemarkungszeichen, unten rechts in Gold ein mit einem knopfartigen Zapfen am unteren Innenrand versehenen schwarzen Ring, in dessen Mitte ein sechsstrahliger roter Stern schwebt, unten links in Blau ein silbernes Hufeisen mit abwärts gekehrten Stollen.
5. ↑  Bellheim: Geteilt und belegt mit einem roten Herzschild, darin ein goldenes Gemarkungszeichen in Form eines nach unten offenen Hufeisens, das mit einem kleineren, nach links geöffneten Haken besetzt ist, oben in Schwarz ein schreitender, rotbewehrter und -bezungter goldener Löwe, unten von Silber und Blau gerautet.
6. ↑  Knittelsheim: In Silber drei vom Schildfuß aufsteigende grüne Schilfrohre mit braunen Schilfkolben, deren mittleres von den beiden äußeren, schrägrechts und -links überhöht wird, belegt mit einem blauen Hufeisen mit abwärts gekehrten Stollen, in das der mittlere Schilfkolben hineinwächst.
7. ↑  Ottersheim: Geteilt und oben gespalten, oben rechts von Silber und Blau gerautet, oben links in Rot zwei silberne Balken, belegt mit einer schwarzen Armbrust, unten in Gold ein mit einem knopfartigen Zapfen am unteren Ring versehener schwarzer Ring, in dessen Mitte ein sechsstrahliger roter Stern schwebt.
8. ↑  Zeiskam: In Silber zwei schräggekreuzte natürliche Zwiebeln mit grünen Röhren, oben bewinkelt von einem schwebenden schwarzen Großbuchstaben Z, unten von einem Dorfzeichen in Form einer von einem goldenen griechischen Kreuz überhöhten blauen Scheibe.
9. ↑  Verbandsgemeinde Hagenbach: In vierfach von Gold und Grün geteiltem Schildbord, in viergeteiltem Schild oben rechts in Silber eine bewurzelte grüne Buche, oben links in Schwarz ein goldener Anker, unten rechts in Blau ein schwebendes silbernes Kreuz, unten links in Gold über grünem Dreiberg eine rote Rose.
10. ↑  Berg: In Gold auf grünem Fünfberg ein von je einer roten Rose flankierter schwarzer Mittelschild, darin ein rotbewehrter und -bezungter goldener Löwe.
11. ↑  Hagenbach: In Silber eine bewurzelte grüne Buche.
12. ↑  Neuburg: In Schwarz ein gesenkter silberner Anker, beidseits von einem rotbewehrten und -bezungten goldenen Löwen gehalten.
13. ↑  Scheibenhardt: Von Blau und Silber geteilt, oben ein schwebendes angetatztes silbernes Kreuz, unten eine runde grüne Scheibe.
14. ↑  Verbandsgemeinde Jockgrim: In von Silber und Rot geviertem Schildbord geviert mit gesenktem Schildhaupt, oben rechts in Blau eine A-förmife silberne Pflugscheibe, oben links in Gold ein gleichseitiges, oben an der Spitze mit einem Kreuz besetztes schwarzes Dreieck, durch das sich eine rote Schnur in Windungen schlingt, unten rechts in Silber über einem liegenden grünen Tabakblatt ein schwarzer Hirtenstab und eine schwarze Schäferschippe, schräggekreuzt, unten links in Blau über einem silbernen Fisch eine silberne Glocke.
15. ↑  Hatzenbühl: In Silber auf grünem Boden der heilige Wendelin als Hirte, barhäuptig und barfüßig in blauem Kittel, mit silbernem Nimbus und umgehängter goldener Hirtentasche, in der Rechten eine goldene Schäferschippe mit silbernem Eisen, zu seinen Füßen eine goldene Königskrone. Der Wappenschild ist beseitet von den schwarzen Großbuchstaben S und W.
16. ↑  Jockgrim: In Rot ein silbernes Gemarkungszeichen in Form eines lateinischen A (Pflugschleife).
17. ↑  Neupotz: In Blau eine goldene Glocke, darunter ein linksgewendeter silberner Fisch.
18. ↑  Rheinzabern: In Gold ein durchbrochenes, an der oberen Spitze mit einem Kreuz besetztes schwarzes Dreieck, durch das eine rote Schnur in Windungen gezogen ist.
19. ↑  Verbandsgemeinde Kandel: In von Silber und Blau gespaltenem Schildbord, von Blau und Silber gespalten, rechts ein gestürztes silbernes Schwert mit goldenem Knauf, oben rechts bewinkelt von einem sechsstrahligen goldenen Stern, links eine grüne Eichel mit zwei grünen Eichenblättern.
20. ↑  Erlenbach bei Kandel: Von Silber und Schwarz gespalten, rechts auf grünem Grund ein grüner Erlenbaum, links ein rotbewehrter und -bezungter goldener Löwe.
21. ↑  Freckenfeld: In Rot auf gewölbtem grünen Boden ein silbernes Tor (Dampfnudeltor), in dessen Bogen schwebend der silberne Großbuchstabe F.
22. ↑  Kandel: In Blau ein gestürztes silbernes Schwert mit goldenem Knauf, beseitet von je zwei übereinanderstehenden sechsstrahligen goldenen Sternen.
23. ↑  Minfeld: In Grün ein rotgedecktes, an den Ecken mit goldenen Windfahnen bestecktes silbernes Haus mit zwei Reihen schwarzer Fenster und ohne Tür.
24. ↑  Steinweiler: In Rot ein silberner Balken, oben ein linksgewendeter goldener Gänsefuß mit silbernem Schenkel, unten ein Haufen silberner Steine in Form eines Neunbergers.
25. ↑  Vollmersweiler: In Rot ein schräggestelltes silbernes Pflugmesser.
26. ↑  Winden: Von Schwarz und Silber gespalten, rechts ein linkshin schreitender rotbewehrter, -bezungter und -bekrönter goldener Löwe, links drei blaue Rauten nebeneinander.
27. ↑  Verbandsgemeinde Lingenfeld: In von Schwarz und Silber geteiltem Schildbord von Silber und Rot geteilt, oben über einem mit vier schwarzen Spitzen spickelweise gestückten silbernen Balken ein schwarzer Großbuchstabe L, beseitet rechts von einem blauen Hufeisen mit abwärts gekehrten Stollen, links von einer blauen Traube, unten über silbernem Dreiberg, darin ein rotes W, rechts ein silberner Ring, durch einen silbernen Balken geteilt und oben durch einen silbernen Pfahl gespalten, in der unteren Hälfte ein schwebendes achtspitziges silbernes Johanniterkreuz, links ein silbernes Gemarkungszeichen in Form eines doppelschäftigen von einem Reichsapfel überhöhten geschwungenen Großbuchstaben A.
28. ↑  Freisbach: In Rot eine silberne Hausmarke in Form eines doppelschäftigen, von einem Reichsapfel überhöhten geschwungenen A.
29. ↑  Lingenfeld: Von Gold und Rot durch einen mit drei schwarzen Spitzen spickelweise gestückten silbernen Schräglinksbalken geteilt, oben rechts ein schwarzer Großbuchstabe L, unten links schräggelegt ein nach oben gewölbtes silbernes Pflugmesser (Kolter, Sech).
30. ↑  Lustadt: In Rot ein durch einen silbernen Balken geteilter und oben durch einen silbernen Pfahl gespaltener silberner Ring, in der unteren Hälfte ein schwebendes achtspitziges silbernes Johanniterkreuz.
31. ↑  Schwegenheim: In Silber ein blaues Hufeisen mit abwärtsgekehrten Stollen.
32. ↑  Weingarten: In Silber eine grünbeblätterte und -bestielte blaue Traube.
33. ↑  Westheim: In gespaltenem Schild rechts von Silber und Blau gerautet, links in Rot auf grünem Dreiberg ein schwebender goldener Großbuchstabe W.
34. ↑  Verbandsgemeinde Rülzheim: In von Silber und Schwarz geviertem Schildbord von Blau und Gold mit Zinne geviert, oben rechts ein silbernes Gemarkungszeichen in Form eines gestürzten V, oben links ein schwarzes Hufeisen mit abwärts gekehrten Stollen, unten rechts ein schwarzer Angelhaken, unten links ein gepanzerter silberner Arm, eine silberne Kreuzspange haltend.
35. ↑  Verbandsgemeinde Hördt: In Rot auf goldenem Thron sitzend die Gottesmutter, goldnimbiert, mit goldenem Gewand und blauem Mantel, in der Rechten eine blaugedeckte silberne Kirche haltend, mit der Linken das auf dem Schoß sitzende, ein rotes Buch haltende goldbekleidete und -nimbierte Kind schützend, zu Füßen ein goldener Schild mit einem roten Gemarkungszeichen in Form eines gestürzten V.
36. ↑  Kuhardt: In Grün ein silberner Angelhaken, belegt mit einem schräggestellten goldenen Krummstab.
37. ↑  Leimersheim: In Gold ein schwarzes Hufeisen mit abwärts gerichteten Stollen und neun Nagellöchern, darin ein sechsstrahliger facettierter roter Stern, das Ganze überhöht von einer gewellten, waagrecht liegenden schwarzen Schnur mit je einer Quaste am Ende.
38. ↑  Rülzheim: In Rot auf grünem Boden auf springendem goldgezäumten silbernem Ross (Schimmel) ein Ritter in goldenem Harnisch, in der Rechten eine goldene Kreuzspange.
39. ↑  Leimersheim: In Gold ein schwarzes Hufeisen mit abwärtsgekehrten Stollen und neun Nagellöchern.
40. ↑  Maximiliansau: In Blau eine pfahlweise gesetzte silberne Brücke auf zwei waagrecht liegenden silbernen Kähnen, belegt mit einem schwarzen Gemarkungszeichen in Form eines unten mit einem Beistrich versehenen Großbuchstabens S.
41. ↑  Neuburg: In Blau ein gesenkter silberner Anker.
42. ↑  Niederlustadt: In Blau ein durch einen silbernen Balken geteilter und in der unteren Hälfte durch einen Pfahl gespaltener silberner Ring, in der oberen Hälfte ein schwebendes achtspitziges silbernes Johanniterkreuz.
43. ↑  Oberlustadt: In Rot über einem durch einen goldenen Balken geteilten und in der oberen Hälfte durch einen goldenen Pfahl gespaltenen goldenen Ring ein achtspitziges schwebendes silbernes Johanniterkreuz.
44. ↑  Schaidt: In Grün ein linksgewendeter goldener Gänsefuß.
45. ↑  Sondernheim: Von Gold und Blau gespalten, links eine silberne Lilie am Spalt, deren roter Bund (Wirtel) balkenförmig und am Ende sich verbreiternd in die rechte Schildhälfte hineinragt.
46. ↑  Wörth: In Schwarz ein silbener Anker mit goldenem Ring.
47. ↑  Wörth: In Blau über silbernem Wellenschildfuß ein gestürzter goldener Anker.